# Perennifolio

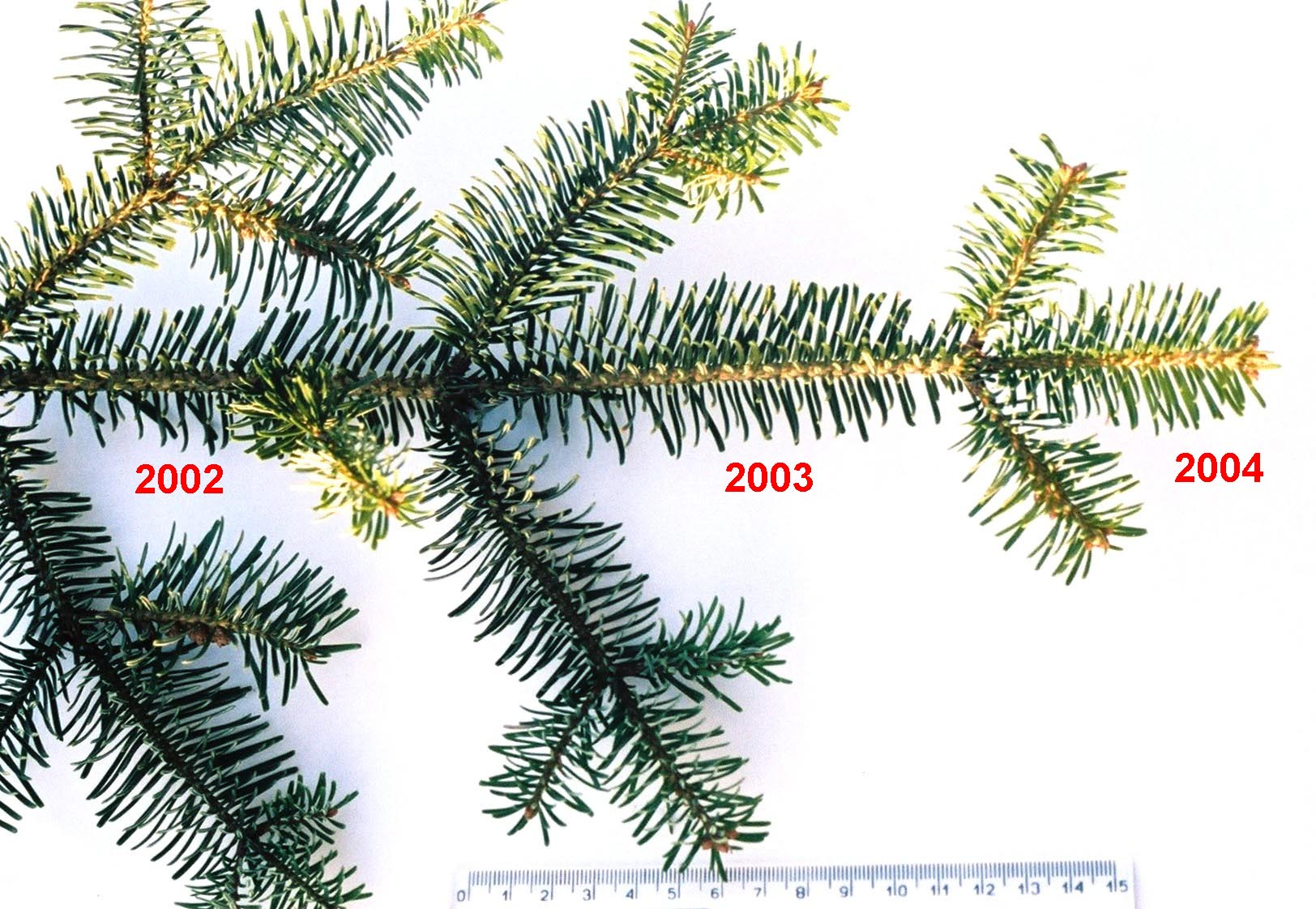
Un brote de abeto plateado que muestra tres años sucesivos de hojas retenidas

En botánica, un árbol de hoja perenne o perennifolio es una planta que tiene un follaje que permanece verde y funcional durante más de una temporada de crecimiento. Esto también se aplica a las plantas que conservan su follaje solo en climas cálidos, y contrasta con las plantas caducifolias, que pierden completamente su follaje durante el invierno o la estación seca. El vocablo «perennifolio» procede del latín perennis (‘duradero, perenne’) y de folium (‘hoja’). Esta flora también recibe el nombre de sempervirente o siempreverde, ya que pese a que existe en zonas de estaciones frías, siempre mantiene el follaje. 

## Especies de hoja perenne
Hay muchos tipos diferentes de plantas de hoja perenne, tanto árboles como arbustos. Los árboles de hoja perenne incluyen:
- La mayoría de las especies de coníferas (por ejemplo, pino, tsuga, picea azul y cedro rojo), pero no todas (por ejemplo, alerce)
- Roble vivo, acebo y gimnospermas «antiguas» como las cícadas
- La mayoría de las angiospermas de climas libres de heladas, como los eucaliptos y los árboles de la selva tropical
- Clubmosses y parientes

El término binomial latino sempervirens, que significa «siempre verde», se refiere a la naturaleza perenne de la planta, por ejemplo
Cupressus sempervirens (ciprés)
Lonicera sempervirens (madreselva)
Sequoia sempervirens (secoya)
La longevidad de las hojas en las plantas de hoja perenne varía desde unos pocos meses hasta varias décadas (más de treinta años en el pino bristlecone de Great Basin ).

### Familias de hoja perenne
| Apellido      | Ejemplo                          |
| ------------- | -------------------------------- |
| Araucariáceas | Pino de Nueva Zelanda            |
| Cupresáceas   | Secoya                           |
| pináceas      | Pino                             |
| podocarpáceas | Madera amarilla real             |
| Taxáceas      | Tejo                             |
| Cyatheaceae   | Helecho arborescente australiano |
| Aquifoliaceas | Acebo                            |
| fagáceas      | Encina                           |
| oleáceas      | Fresno                           |
| mirtáceas     | Eucalipto                        |
| arecáceas     | Coco                             |
| lauráceas     | Laurel                           |
| Magnoliáceas  | Magnolia del sur                 |
| Cicadáceas    | Reina sagú                       |

El pino piñonero japonés es único porque tiene su propia familia, de la cual es la única especie.

## Diferencias entre especies perennes y caducifolias
Las especies de hoja perenne y de hoja caducifolia varían en una variedad de caracteres morfológicos y fisiológicos. Generalmente, las especies de hoja perenne de hoja ancha tienen hojas más gruesas que las especies de hoja caduca, con un mayor volumen de parénquima y espacios de aire por unidad de área foliar. Tienen una biomasa foliar más grande por unidad de área foliar y, por lo tanto, un área foliar específica más baja. Los costos de construcción no difieren entre los grupos. Los árboles de hoja perenne generalmente tienen una mayor fracción de la biomasa total de la planta presente en forma de hojas (LMF), pero a menudo tienen una menor tasa de fotosíntesis.

## Razones para ser perenne o caducifolio

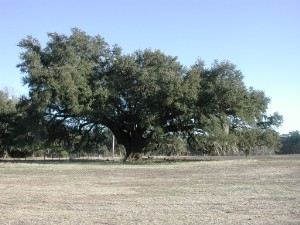
Un roble vivo del sur de Carolina del Sur durante el invierno

Los árboles de hoja caduca pierden sus hojas generalmente como una adaptación a una estación fría o seca/lluviosa. Los árboles de hoja perenne pierden hojas, pero cada árbol pierde sus hojas gradualmente y no todas a la vez. La mayoría de las plantas de la selva tropical se consideran de hoja perenne, reemplazando sus hojas gradualmente a lo largo del año a medida que las hojas envejecen y caen, mientras que las especies que crecen en climas áridos estacionales pueden ser de hoja perenne o caducas. La mayoría de las plantas de clima templado cálido también son de hoja perenne. En climas templados fríos, menos plantas son perennes. En este clima, predominan las coníferas porque pocas plantas de hoja perenne de hoja ancha pueden tolerar el frío severo por debajo de aproximadamente −26 grados Celsius (−14,8 °F).
En áreas donde hay una razón para ser caducas, por ejemplo, una estación fría o una estación seca, las plantas de hoja perenne suelen ser una adaptación de bajos niveles de nutrientes. Además, suelen ser esclerófilas (es decir, de hojas duras) y tienen una excelente economía de agua debido a los escasos recursos de la zona en la que residen. La excelente economía de agua dentro de las especies de hoja perenne se debe a la gran abundancia en comparación con las especies de hoja caduca. Mientras que los árboles de hoja caduca pierden nutrientes cada vez que pierden sus hojas. En las zonas más cálidas, especies como algunos pinos y cipreses crecen en suelos pobres y alterados. En Rhododendron, un género con muchos árboles de hoja perenne de hoja ancha, varias especies crecen en bosques maduros, pero generalmente se encuentran en suelos muy ácidos donde los nutrientes están menos disponibles para las plantas. En la taiga o los bosques boreales, hace demasiado frío para que la materia orgánica del suelo se descomponga rápidamente, por lo que los nutrientes del suelo están menos disponibles para las plantas, favoreciendo así a los árboles de hoja perenne.
En climas templados, los árboles de hoja perenne pueden reforzar su propia supervivencia; la hojarasca de hoja perenne y acículas tiene una relación carbono-nitrógeno más alta que la hojarasca de hoja caduca, lo que contribuye a una mayor acidez del suelo y a un menor contenido de nitrógeno en el suelo. Este es el caso de las plántulas de hoja perenne mediterráneas, que tienen almacenamientos únicos de C y N que permiten que los recursos almacenados determinen un crecimiento rápido dentro de la especie, lo que limita la competencia y refuerza la supervivencia. Estas condiciones favorecen el crecimiento de más árboles de hoja perenne y dificultan la persistencia de las plantas de hoja caduca. Además, el refugio proporcionado por las plantas perennes existentes puede facilitar que las plantas perennes más jóvenes sobrevivan al frío y/o la sequía.

### Amenazas a los árboles de hoja perenne
Una gran amenaza para los árboles de hoja perenne es el hongo Rhizosphere kalkhoffii, que hace que las agujas comúnmente verdes se vean de color marrón o púrpura. Esta enfermedad se llama enfermedad de yeso de la aguja y está muy extendida en Minnesota y otros estados de EE. UU. Este hongo se propaga a través de salpicaduras de agua a árboles y agujas adyacentes. Se ha encontrado que la infección de la aguja ocurre a una temperatura promedio de 25 °C. De hecho, algunos árboles en particular son resistentes a la enfermedad, como el pícea blanca (Picea glauca), mientras que otros, como el abeto azul de Colorado (Picea pungent), corren un riesgo extremo de contraer la enfermedad. Los esfuerzos preventivos para proteger los árboles de hoja perenne incluyen fungicidas, mantillo en la base del árbol y un mayor control de los rociadores para evitar la contaminación del agua. En los últimos años, esta enfermedad perjudicial ingresó a Canadá y presenta desafíos para los productores comerciales de árboles de coníferas (como árboles de Navidad), y se llevó a cabo una investigación exhaustiva sobre posibles fungicidas para esta enfermedad sin que se presentara una opción clara.